# Église de Wies
Pour les articles homonymes, voir Wies.
L'église de pèlerinage de Wies (Wieskirche) est une des plus belles églises de style rococo dans le monde.
Elle est située dans la municipalité de Steingaden dans le district de Weilheim-Schongau, Bavière, Allemagne.
Joyau exceptionnel à la décoration somptueuse classée au Patrimoine mondial de l'UNESCO, cette église de pèlerinage est l'expression la plus parfaite du rococo bavarois.
Elle se dresse au milieu d'un paysage de forêts, de tourbières et de prairies, dont les douces ondulations caractérisent l'avant-pays alpin de l'Ammergau, entre Lech et Ammer.

## Histoire
L'origine de cette église « dans le pré » est un miracle qui s'est produit en 1738. Une jeune femme a vu pleurer une statue du Christ flagellé. Ce miracle a rapidement eu comme conséquence un pèlerinage. Une petite chapelle fut construite mais elle s'avéra bien vite trop petite pour accueillir les pèlerins venus de toute l'Europe.
Il a fallu que le chapitre de Steingaden prenne la décision de construire une nouvelle église. En 1743, l'abbé de Steingaden, Hyazinth Gassner, a choisi les metteurs en scène de cette image du Christ flagellé. Avec un goût tout bavarois, il a choisi le meilleur architecte et le meilleur sculpteur : Dominikus Zimmermann et Anton Sturm (en). Dominikus Zimmermann, l'un des représentants les plus doués de l'école de Wessobrunn, avait déjà fait ses preuves à travers toute la Bavière et arrivait à la fin de sa carrière. Ce fut pour lui une sorte de testament spirituel dans lequel il a donné le meilleur de lui-même. Avec la participation de son frère Johann Baptist, peintre à la Cour de Bavière, Dominikus Zimmermann construisit le nouvel édifice de 1743 à 1749. Reprenant le plan de Steinhausen, Zimmermann éleva une coupole ovale se prêtant à la décoration peinte et il donna à l'ensemble du vaisseau l'empreinte du style rococo. La sobriété extérieure de l'église contraste avec la magnificence de la travée ovale et du Chœur étroit et profond qui la prolonge. L'enduit à la chaux qui recouvre les murs fait ressortir les stucs, pour certains dorés, et les fresques aux splendides couleurs.
La lumière pénètre abondamment par les ouvertures dont les formes, très caractéristiques du style de Zimmermann, contribuent à l'ornementation de l'ensemble, tant à l'intérieur qu'à l'extérieur. L'équilibre tout en finesse entre décoration et architecture donne une impression d'unité et de parfaite harmonie. Les parties basses, murs et piliers jumelés, délimitant la déambulatoire, comme c'est l'usage dans les églises de pèlerinage, sont volontairement peu ornées, puisqu'elles symbolisent la Terre. En revanche, dans les parties hautes symbolisant le Ciel, c'est une profusion de peintures, de stucs et autres éléments décoratifs. L'immense fresque de la coupole représente le retour du Christ, la porte encore fermée du Paradis et le trône sur lequel le Juge du Monde n'a pas encore pris place. Dans le Chœur, sont admirablement décorées les colonnes, les balustrades, les statues, les stucs dorés et les fresques. La grande peinture du retable montre le Christ fait Homme. L'Orgue de tribune et la chaire représentant, par la richesse et la finesse de leur ornementation, l'apogée du style rococo en Allemagne du sud.

La première pierre de die Wies a été posée le 31 août 1746. La consécration solennelle a été faite le 2 septembre 1749, seulement trois ans plus tard.
Au moment de la sécularisation au début du XIXe siècle, l'église était sur le point d'être vendue et démolie, toutefois en raison de l'initiative des fermiers locaux, elle a été sauvée. En 1983, on l'a ajoutée à la liste du patrimoine mondial de l'Unesco
De 1985 à 1991, la Wieskirche a fait l'objet d'une restauration importante.

## Art
L'église a l'étrange forme d'un rognon, pourrait-on dire. À l'intérieur, une partie ovale où sont reçus les fidèles avec à gauche une chaire et à droite une tribune de chantre.
Le maître-autel est en profondeur. Il a été dessiné par Zimmermann et en grande partie conçu par Sturm. On y retrouve le Christ flagellé à qui l'on doit l'église. Dans l'église, formée d'un grand ovale largement ouvert, Zimmermann fait de partout jaillir la lumière et exorcise sans cesse l'ombre. C'est l'anti-baroque par excellence. Le baroque qui crée l'ombre pour mieux mettre à l'évidence le message de Dieu qui lui-même est la lumière. Le rococo exorcise l'ombre de façon à mieux faire jaillir, comme en stéréophonie, le message de Dieu.
De l'endroit d'où vient la lumière, part une série d'arcs sous-tendus (arcs et arcs en trompe-l'œil, un jeu de volutes d'arcs amples et en creux) créant un délire formel des plus surprenants. Toutes les recettes que Zimmermann avait inventées au cours de sa carrière sont ici appliquées comme une sorte de testament ultime. Tous les volumes qui se prennent et se reprennent ici sans cesse, sont évidents aussi dans le décor. Dans les peintures, les sculptures et les bas-reliefs nous retrouvons ce jeu de pleins et de vides qui sont vraiment en perpetuum mobile. 
La chaire représente la proue de l'esprit saint, l'une des grandes formules du rococo, ici entièrement traitée en bois et en stuc, par des artisans de Wessobrunn, sur un dessin de Zimmermann. Le grand ange sur la partie centrale retient la tempête de ces conques et écumes de bois doré et argenté dans lesquelles semblent se perdre les putti.
La tribune des chantres a aussi un décor ornemental ainsi que la tribune d'orgue témoignant de l'importance que l'on accordait à la musique. Dominikus Zimmermann, dans le souci de créer une cohérence plastique en son église, est allé jusqu'à dessiner les bancs des fidèles. On y retrouve les mêmes conques et les mêmes rythmes que dans toute l'église. Aux quatre points cardinaux de l'église dominent quatre figures. Ce sont les pères de l'Église qu'a sculpté Anton Sturm pour Dominikus Zimmermann. Chacune mesure 2,90 mètres de hauteur. Dans cette église, qui est déjà une église de la perpetuum mobile, ces quatre figures, au lieu de retenir l'église, lui donnent l'allure d'un vaisseau dont les voiles se gonflent. L'un des plus beaux est saint Jérôme représenté avec le livre mais aussi avec le crâne de sa méditation. C'est le dernier qu'a sculpté Sturm et certainement le plus abouti.

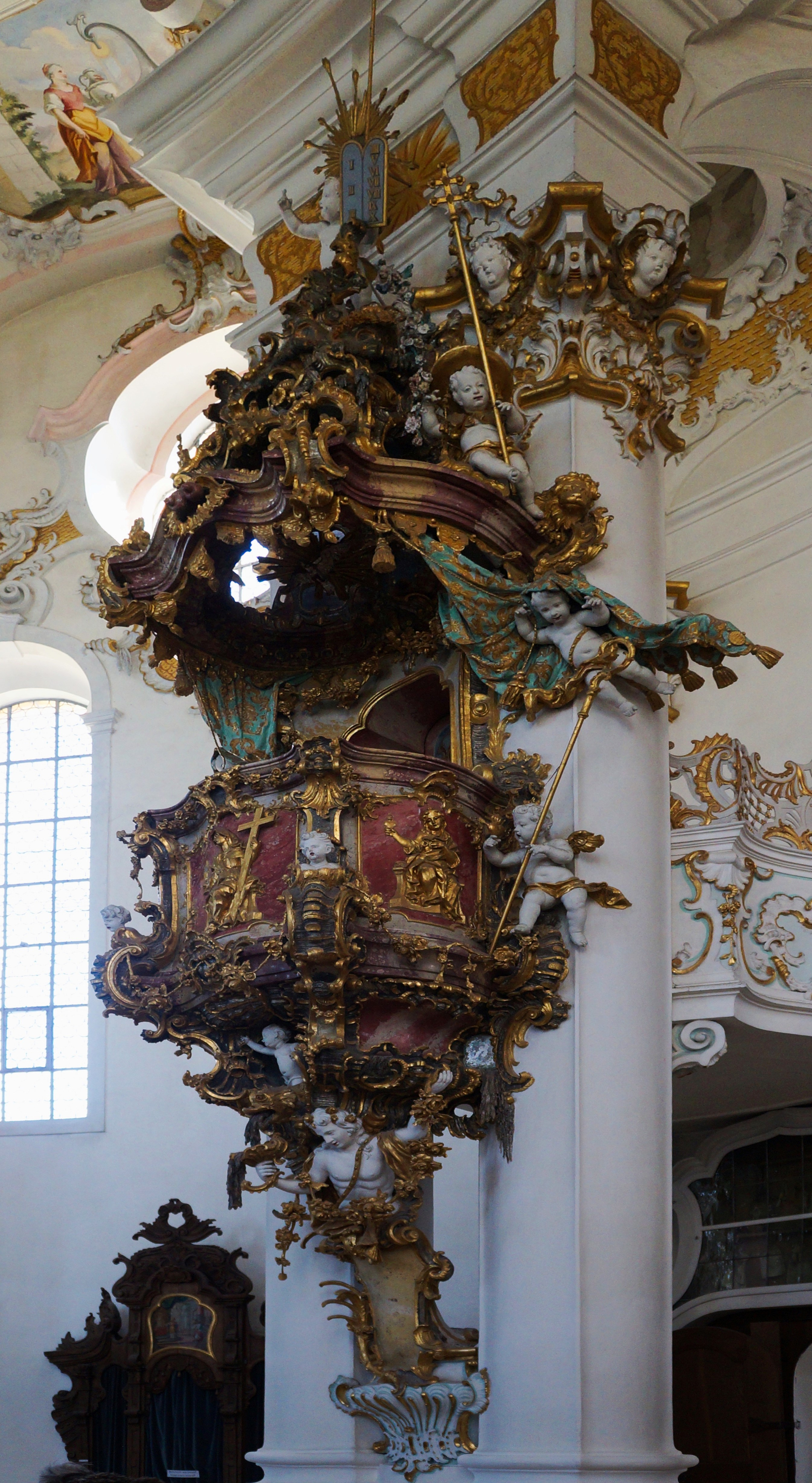
La chaire
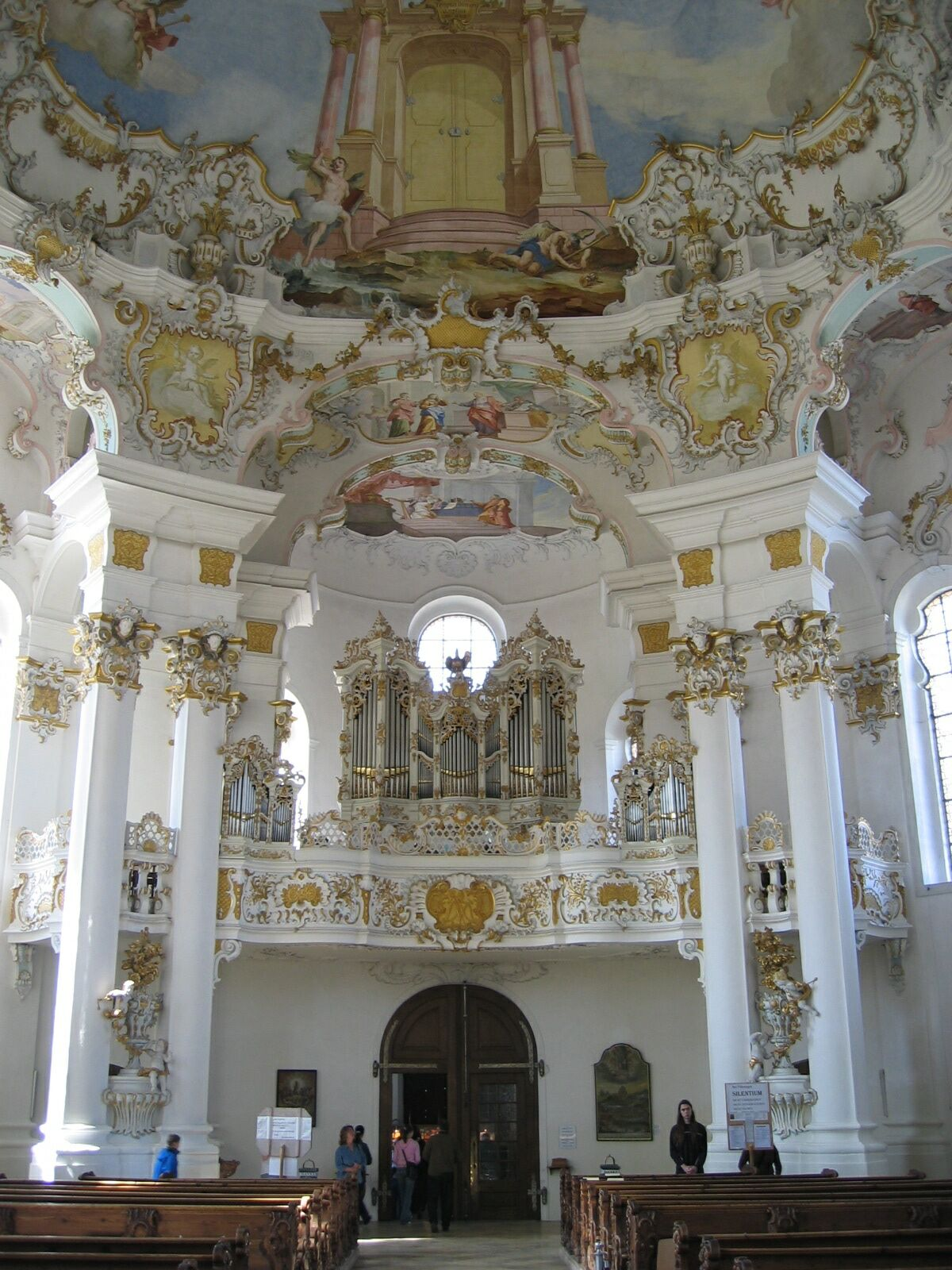
Entrées et orgues
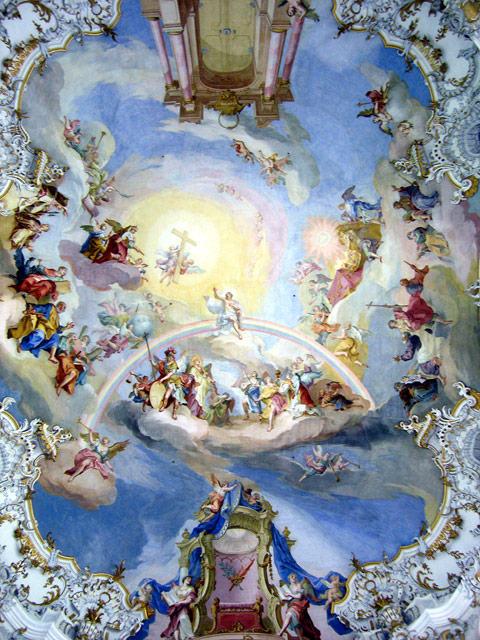
Fresque de la coupole
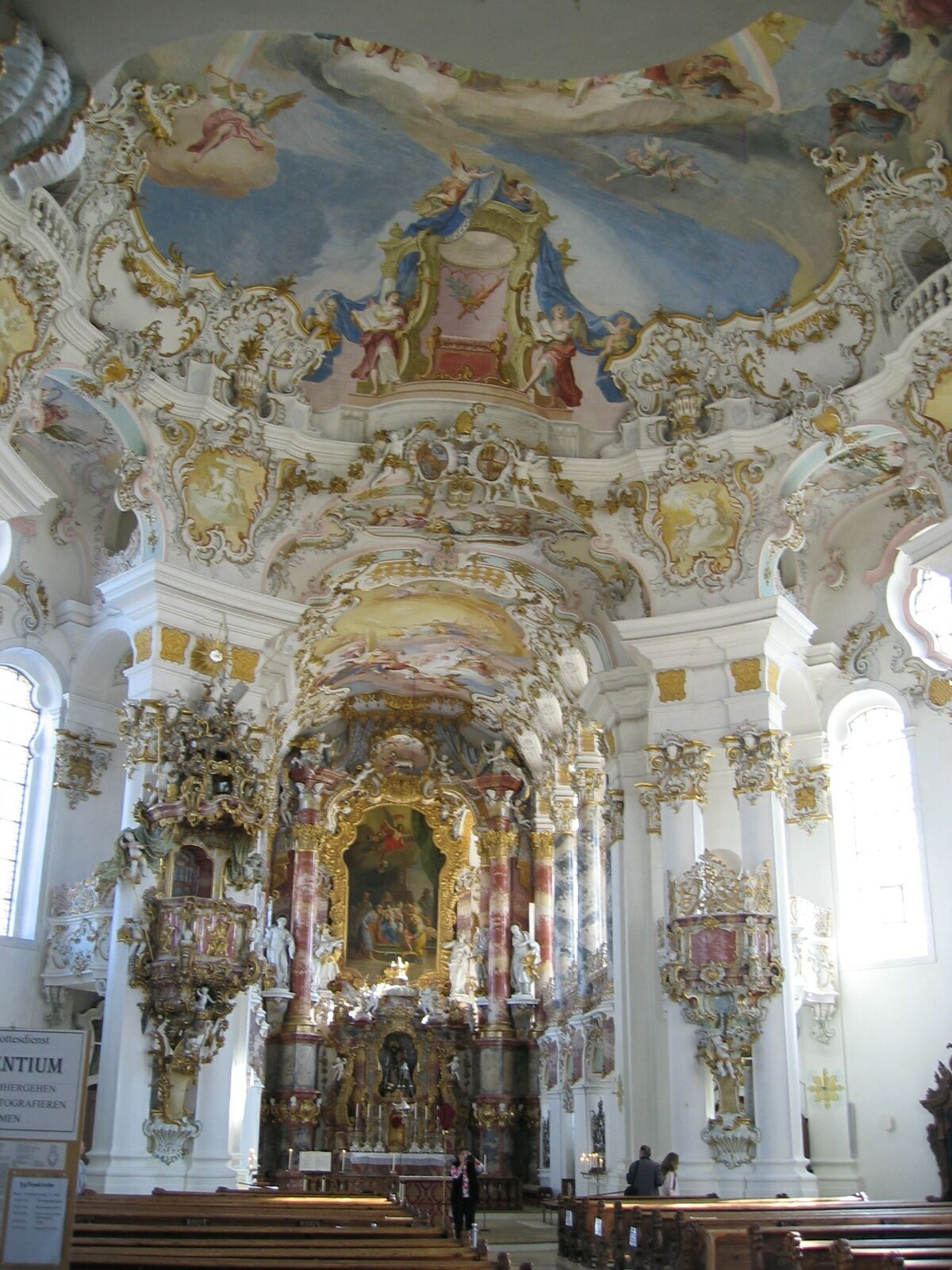
Maître autel
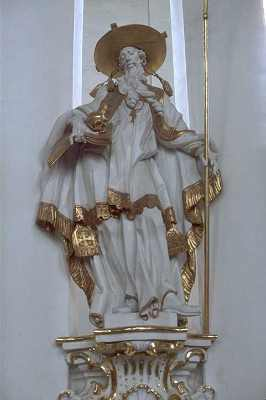
Saint Jérôme
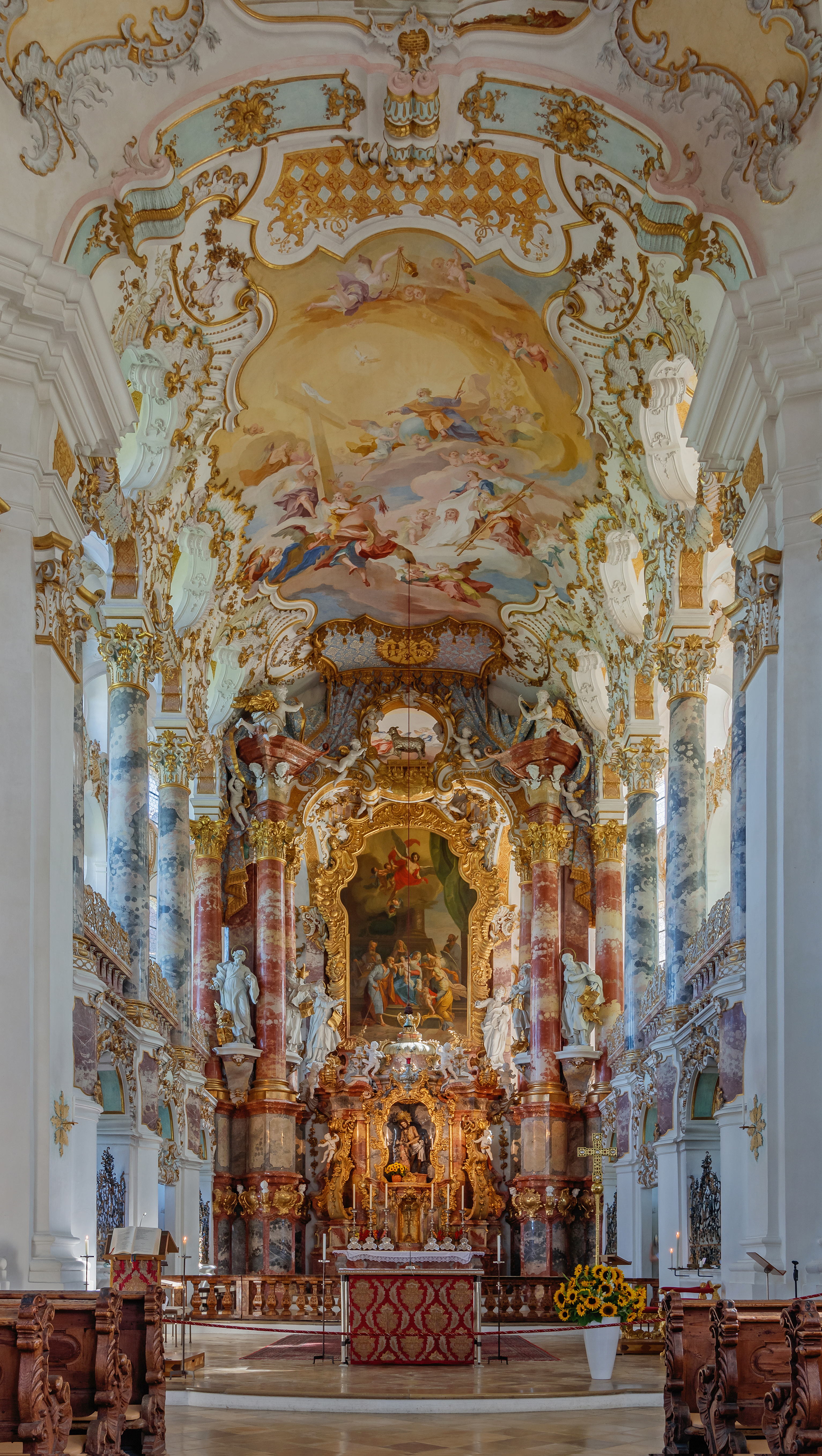
Chancel

## Orgue

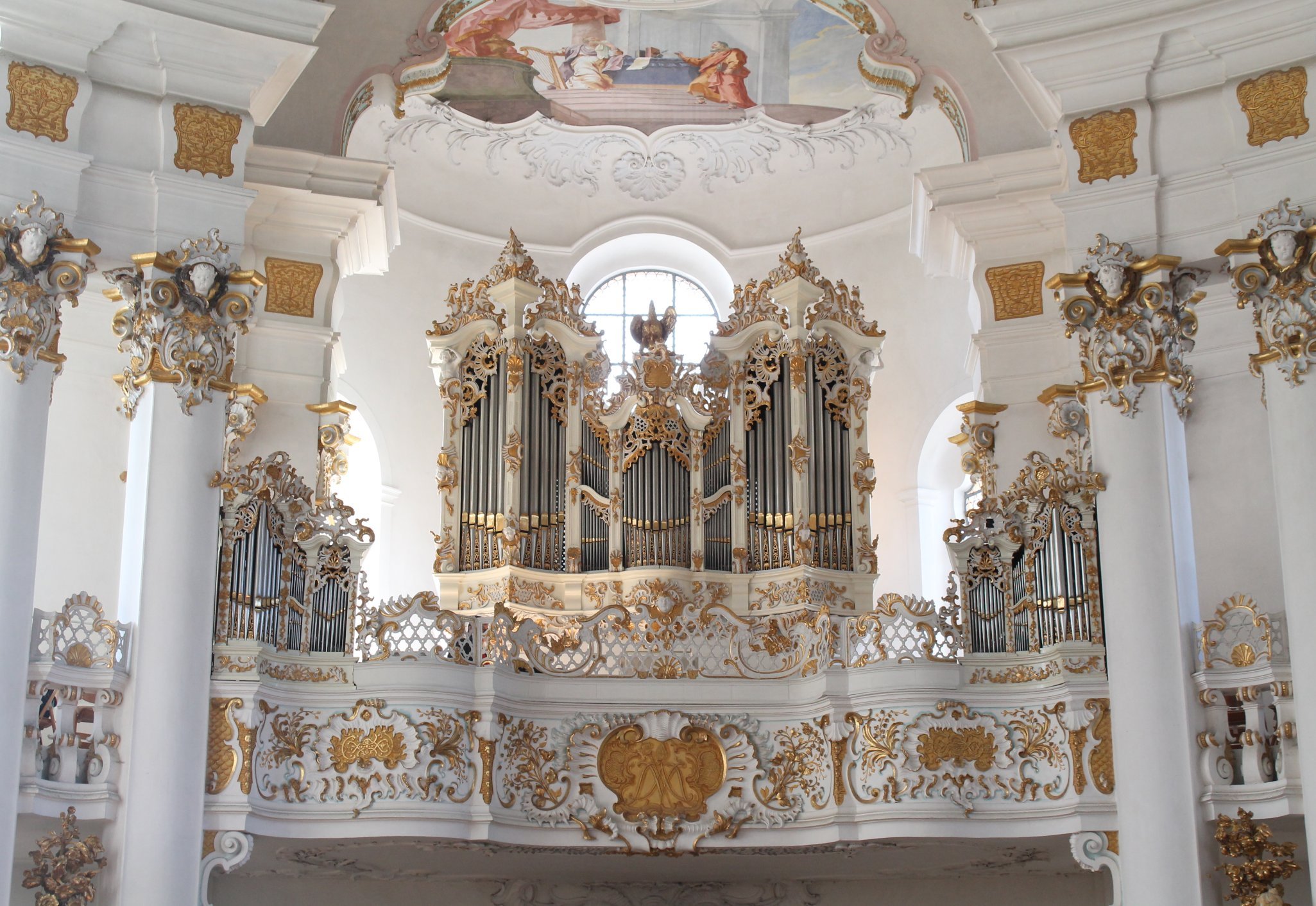
Façade

Dans un buffet dessiné par Dominikus Zimmermann, Johann Georg Hörterich (de) construit en 1757 un orgue à deux claviers avec sommiers à gravures et registres. Cet instrument est en 1928 mis au goût du jour, avec notamment passage à la traction de notes pneumatique, par la manufacture Siemann.
En 1959 Gerhard Schmid (de) de Kaufbeuren construit un nouvel instrument dans l’ancien buffet Rococo avec sommiers à registres, traction de notes mécanique et tirage de jeux pneumatique, et ajout d’un clavier expressif. Environ 600 tuyaux d’Hörterich et quelques jeux de Siemann sont conservés.
En 2010 Claudius Winterhalter (de) d’Oberharmersbach effectue une restauration fondamentale et quelques modifications respectant la tuyauterie de 1757 et l’orgue de Schmid et en conservant le buffet de Zimmermann.
L'orgue possède désormais 42 jeux sur trois claviers et pédalier avec traction mécanique et tirage électro-mécanique.
| I Hauptwerk ut1–sol5 |              |      |
| 1.                   | Bourdon      | 16′  |
| 2.                   | Principal    | 8′   |
| 3.                   | Holzflöte    | 8′   |
| 4.                   | Bourdon      | 8′   |
| 5.                   | Gambe        | 8′   |
| 6.                   | Octave       | 4′   |
| 7.                   | Flûte        | 4′   |
| 8.                   | Fugara       | 4′   |
| 9.                   | Quinte       | 2/3′ |
| 10.                  | Superoctave  | 2′   |
| 11.                  | Mixture V-VI | 2'   |
| 12.                  | Hörnli III   | 2/3′ |
| 13.                  | Trompette    | 8'   |

| II Positiv ut1–sol5 |              |      |
| 14.                 | Coppel major | 8′   |
| 15.                 | Quintaton    | 8′   |
| 16.                 | Principal    | 4′   |
| 17.                 | Coppel minor | 4′   |
| 18.                 | Octave 2'    | 4′   |
| 19.                 | Quinte       | 1/3′ |
| 20.                 | Cymbale IV   | 1′   |
| 21.                 | Voix humaine | 8'   |
|                     | Tremblant    |      |

| III Echo ut1–sol5 |              |       |
| 22.               | Principal    | 8′    |
| 23.               | Rohrflöte    | 8′    |
| 24.               | Salicional   | 8′    |
| 25.               | Bifara       | 8′    |
| 26.               | Octave       | 4′    |
| 27.               | Spitzflöte   | 4′    |
| 28.               | Nasard       | 2/3′  |
| 29.               | Flageolet    | 2′    |
| 30.               | Tierce       | 13/5′ |
| 31.               | Mixture IV-V | 1/3′  |
| 32.               | Trompette    | 8'    |
| 33.               | Hautbois     | 8'    |
| 34.               | Clairon      | 4'    |
|                   | Tremblant    |       |

| Pedal ut1–fa3 |                 |       |
| 35.           | Principal       | 16′   |
| 36.           | Soubasse        | 16′   |
| 37.           | Octave-basse    | 8′    |
| 38.           | Violon-basse    | 8′    |
| 39.           | Quinte-basse    | 51/3′ |
| 40.           | Mixture-basse V | 4′    |
| 41.           | Posaune         | 16′   |
| 42.           | Trompette       | 8′    |

- Accouplements: II/I, III/I, III/II, I/P, II/P, III/P
- Accessoire : Glockenspiel

## Musique
Chaque année, de mai à septembre, l'église de Wies accueille une série de concerts dans le cadre du « Festival d'été », des « Concerts du soir » et de la « Musique dans le Pfaffenwinkel ».